# تیغی‌موشان
تیغی‌موشان (نام علمی: Echimyidae) نام یک خانواده از فروراسته تشی‌آروارگان است.